# John Conrad Jaeger
John Conrad Jaeger (* 30. Juli 1907 in Sydney; † 15. Mai 1979 in Canberra) war ein australischer Angewandter Mathematiker und Geophysiker.

## Leben und Werk
John Jaeger war der Sohn eines deutschstämmigen Zigarrenfabrikanten, der aber schon lange im angelsächsischen Raum naturalisiert war und im Burenkrieg auf britischer Seite kämpfte. Jaeger brillierte durch schulische Leistungen und studierte ab 1924 an der Universität Sydney. Er studierte Ingenieurwesen, aber auch Physik und Mathematik bei Horatio Scott Carslaw. 1926 machte er seinen Abschluss mit Bestnoten in Mathematik und 1927 in Physik, wobei er den Universitätspreis erhielt. 1928 setzte er sein Studium in Cambridge fort, wo er 1930 bei den Tripos Wrangler wurde. Er forschte in theoretischer Physik (speziell Quantenmechanik) unter R. H. Fowler. Im Wettbewerb um eine Research Fellowship des Trinity College unterlag er dem berühmten Astrophysiker Subrahmanyan Chandrasekhar. Er promovierte nicht (erhielt aber 1941 einen D. Sc. der Universität Sydney) und verließ Cambridge 1934 mit einem M.-A.-Abschluss. 1935 heiratete er in England und kehrte nach Australien zurück, um Lecturer in Mathematik an der University of Tasmania zu werden.
In dieser Zeit begann seine enge Zusammenarbeit mit Carslaw über angewandte Mathematik: mathematische Theorie der Wärmeleitung und Laplace-Transformation und andere Fragen angewandter Mathematik. Das führte zur Veröffentlichung einer Reihe von Büchern, unter anderem der Neuauflage von Carslaw’s Conduction of Heat. Seine Arbeit im Zweiten Weltkrieg betraf beispielsweise Radar, aber auch andere angewandte Fragen über seine Expertise in Wärmeleitung, von Auswirkungen des direkten Einfalls von Sonnenlicht ins Auge bis zur Angewandter Geophysik.
Seine Arbeiten zum Radar führten auch nach dem Zweiten Weltkrieg zur Beschäftigung in der damals aufstrebenden Radioastronomie und er beschäftigte sich unter anderem mit der Beschaffenheit der Mondoberfläche. 1949 wurde er Associate Professor und 1950 Professor an der University of Tasmania. 1951 ging er auf Einladung von Mark Oliphant an die neu gegründete Australian National University, wo er die Abteilung Geophysik begründete, ein Feld, in das er sich erst einarbeiten musste (er hatte aber schon einige Erfahrung aus Zusammenarbeit in Hobart mit dem Geologieprofessor Samuel Warren Carey, einem frühen Vertreter der Kontinentalverschiebung). Es war die erste Professur für Geophysik in Australien. Neben Geothermie befasste er sich mit Paläomagnetismus, Petrologie, Seismologie und Felsmechanik. Auf letzterem Gebiet war er Berater für die Wasserkraftwerke in den Snowy Mountains (und auch für den südafrikanischen Bergbau) und war in der Entwicklung von Labormessverfahren (Triaxialtests u. a.) befasst und untersuchte Reibung in der Felsmechanik. Auf dem Gebiet der Geothermie unternahm er systematische Messungen des Wärmeflusses in der Erdkruste in Australien.
Ab 1963 war er zwei Jahre Acting Head der Physik-Fakultät als Nachfolger von Oliphant. Er blieb bis 1971 Leiter der Geophysik und ging 1972 in den Ruhestand, in dem er wieder nach Tasmanien zog.
1954 wurde er Fellow der Australian Academy of Science und war 1958/59 deren Vizepräsident. 1970 wurde er Fellow der Royal Society. 1971 hielt er die Rankine Lecture (Friction of rocks and stability of rock slopes).

## Schriften
- mit Carslaw: Operational methods in Applied Mathematics, Oxford, Clarendon Press 1941
- mit Carslaw: Conduction of Heat in Solids Oxford, Clarendon Press 1947, 2. Auflage 1959 (Reprint Oxford University Press 1986)
- An Introduction to the Laplace Transformation, Melbourne 1946,
- An Introduction to the Laplace Transformation with engineering applications, Methuen 1959 (3. Auflage mit Gordon Newstead 1970)
- Introduction to Applied Mathematics, Oxford, Clarendon Press 1951, 2. Auflage mit A. M. Starfield, Oxford, Clarendon Press 1974
- Elasticity, Fracture and Flow, with engineering and geological applications, Methuen 1956
- mit N. G. W. Cook: Fundamentals of Rock Mechanics, Methuen 1969 (3. Auflage 1979)